# Strážiště
Strážiště är en kulle i Tjeckien.   Den ligger i regionen Vysočina, i den centrala delen av landet, 70 km sydost om huvudstaden Prag. Toppen på Strážiště är 754 meter över havet.
Terrängen runt Strážiště är huvudsakligen lite kuperad. Strážiště är den högsta punkten i trakten. Runt Strážiště är det glesbefolkat, med 18 invånare per kvadratkilometer. Närmaste större samhälle är Pelhřimov, 19,7 km sydost om Strážiště. Trakten runt Strážiště består till största delen av jordbruksmark.